# Werner-Jaeger-Gymnasium Nettetal

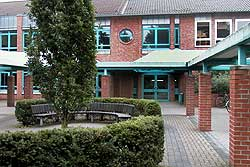
Haupteingang

Das Werner-Jaeger-Gymnasium Nettetal (WJG) ist ein städtisches Gymnasium für Jungen und Mädchen im Stadtteil Lobberich. Die Schule ist benannt nach dem Philologen Werner Jaeger.

## Allgemeines
Das Werner-Jaeger-Gymnasium in Nettetal besteht seit 1882. Zunächst war es Zubringerschule für andere Gymnasien, später Progymnasium, seit 1966 ist es eine zum Abitur führende Schule.
Nach dem Ausbau in den Jahren 1991 bis 1993 verfügt die Schule über ein mit allen notwendigen Fachräumen ausgestattetes Gebäude, das mit der Aula, der auch für städtische Veranstaltungen genutzten Werner-Jaeger-Halle, eine architektonische Einheit bildet.
Vorzeigeobjekte der Schule sind der großzügige Kunst-Fachbereich, der über 16 Computer verfügt, das Selbstlernzentrum, die Dreifachturnhalle und die 2011 eröffnete Mensa. Seit Anfang 2006 bietet die Schule ein von Schülern geleitetes Streitschlichter-Team, welches zur Lösung von Streitigkeiten zur Verfügung steht. Neben anderem gibt es außerdem das Instrumentalprojekt, das die Möglichkeit bietet, ab Klasse 5 ein Orchesterinstrument zu lernen, die 13+ Nachmittagsbetreuung, einen naturwissenschaftlichen Experimentiernachmittag für Grundschüler, diverse Theaterangebote, einen Chor und ein Schulorchester.
Die Schülerinnen und Schüler dieses Gymnasiums kommen aus allen Ortsteilen Nettetals, dazu aus Bracht, Grefrath, Boisheim und Süchteln, einige aus Orten jenseits der niederländischen Grenze.
Zudem gibt es jedes Jahr das Projekt „Dem Täter auf der Spur“, an dem die neunten Klassen der Schule teilnehmen.

## Geschichte
Am Niederrhein war es um die schulische Bildung im Mittelalter schlecht bestellt, was man daran sieht, dass die erste Schule in Lobberich erst 1618 gegründet wurde. Allerdings machten es seit 1584 Studienstiftungen möglich, eine Ausbildung in einem Gymnasium, zum Beispiel in Köln, zu machen. Auf der Lobbericher Schule wurde vor allem Lesen und Schreiben vermittelt. Den meisten Einfluss hatte der Pfarrer auf die Schule, da diese in den Bereich der „pfarramtlichen Tätigkeiten“ fiel. 1788 wurde eine Sonntagsschule für Kinder, die in der Woche für ihre Eltern arbeiten mussten, eingerichtet. Dort wurden ebenfalls Lesen und Schreiben gelehrt, aber auch, wenn auch nur beschränkt, das Rechnen. Sie hatte also den Charakter einer sogenannten „Elementarschule“. Im Zuge des Ausbaus des preußischen Erziehungswesens stieg im 19. Jahrhundert die Zahl der Schüler, Klassen und Lehrer stark. Den ersten Ansatz der gymnasialen Schulbildung konnte man 1840 feststellen. 1882 wurde dann die Schule gegründet, aus der das Werner-Jaeger-Gymnasium hervorgegangen ist. Kurz nach der Fertigstellung des neuen Schulgebäudes erhielt die Schule 1958 den Namen Werner-Jaeger-Progymnasium. 1969 bestanden die ersten 10 Schüler am nunmehrigen Werner-Jaeger-Gymnasium das Abitur.